# Coniglio o leone?
Coniglio o leone? (Strike Me Pink) è un film del 1936 diretto da Norman Taurog.

## Produzione
Il film fu prodotto dalla Samuel Goldwyn Company. I numeri musicali, coreografati da Robert Alton, vennero ripresi da Gregg Toland.

## Distribuzione
Distribuito dalla United Artists, il film - presentato da Samuel Goldwyn - uscì nelle sale cinematografiche USA il 24 gennaio 1936.